# Siep Posthumus
Sijbrandus Auke (Siep) Posthumus (Franeker, 29 april 1910 - Nootdorp, 25 februari 1987) was een Nederlands politicus.
Posthumus was een Friese notariszoon die na zijn studie chemie in Delft vele jaren een invloedrijke positie innam in de fractie van de PvdA in de Tweede Kamer. Hij was onder meer fractiesecretaris. In zijn studententijd was hij actief in de vrijzinnig-democratische jongerenorganisatie. Hij was deskundig op het gebied vervoers- en energievraagstukken. Hij liep in de jaren vijftig een wethouderschap in Rotterdam mis vanwege een verkeersovertreding. Hij werd staatssecretaris van vervoerszaken in het kabinet-Cals.
- Biografisch Portaal: 31012124
- International Standard Name Identifier: 0000 0003 9104 0261
- Nederlandse Thesaurus van Auteursnamen: 073530603
- Parlement.com: vg09ll4ztizt
- Virtual International Authority File: 284788630
- WorldCat: E39PBJmTkjqfvjR8f9VFhdbTpP